# Coppa Italia 1998-1999
La Coppa Italia 1998-1999 è stata la 52ª edizione della manifestazione calcistica. È iniziata il 23 agosto 1998 e si è conclusa il 30 maggio 1999. Il torneo è stato vinto dal Parma, al suo secondo titolo.
In questa edizione ebbe luogo anche uno spareggio fra le due eliminate in semifinale, per determinare una squadra qualificata alla Coppa UEFA 1999-2000 (in quanto sia il Parma che la Fiorentina, rispettivamente quarta e terza in campionato, si erano qualificate per la UEFA Champions League 1999-2000). In questo spareggio ebbe la meglio il Bologna, che sconfisse l'Inter sia all'andata che al ritorno.
Dall'edizione successiva questo tipo di spareggio non si rese più necessario, in quanto si stabilì che, se le due finaliste si fossero qualificate entrambe per la Champions League, allora il posto in Coppa UEFA da assegnarsi mediante la Coppa Italia sarebbe stato assegnato (come gli altri due posti) attraverso la classifica finale del campionato.

## Risultati

### Primo turno
| Squadra 1        | Totale | Squadra 2      | Andata | Ritorno         |
| ---------------- | ------ | -------------- | ------ | --------------- |
| Lucchese         | 4 - 2  | Napoli         | 2 - 2  | 2 - 0           |
| Alzano Virescit  | 2 - 3  | Torino         | 1 - 1  | 1 - 2           |
| Ancona           | 1 - 5  | Ravenna        | 0 - 1  | 1 - 4           |
| Atletico Catania | 0 - 5  | Brescia        | 0 - 1  | 0 - 4           |
| Castel di Sangro | 2 - 1  | Perugia        | 1 - 0  | 1 - 1           |
| Cesena           | 5 - 2  | Pescara        | 2 - 2  | 3 - 0           |
| Chievo           | 1 - 1  | Foggia         | 0 - 0  | 1 - 1           |
| Cosenza          | 3 - 3  | Treviso        | 1 - 1  | 2 - 2 (dts)     |
| Cremonese        | 1 - 4  | Atalanta       | 0 - 2  | 1 - 2           |
| Gualdo           | 2 - 1  | Fidelis Andria | 1 - 1  | 1 - 0           |
| Livorno          | 1 - 4  | Reggina        | 1 - 1  | 0 - 3           |
| Lumezzane        | 3 - 3  | Cagliari       | 3 - 1  | 0 - 2           |
| Monza            | 0 - 2  | Lecce          | 0 - 2  | 0 - 0           |
| Nocerina         | 3 - 4  | Verona         | 2 - 2  | 1 - 2           |
| Padova           | 3 - 3  | Reggiana       | 2 - 1  | 1 - 2 (6-5 dtr) |
| Ternana          | 3 - 4  | Genoa          | 1 - 1  | 2 - 3           |

#### Andata
| Arbitro: | Cesari (Genova) |

|               |           |                          |
| Paci 12’, 36’ | Marcatori | 81’ Murgita 83’ Bellucci |

| Arbitro: | Sirotti (Forlì) |

|           |           |                       |
| Memmo 38’ | Marcatori | 90+6’ (rig.) Ferrante |

| Arbitro: | Guiducci (Arezzo) |

|  |           |               |
|  | Marcatori | 68’ Buonocore |

| Arbitro: | Rodomonti (Teramo) |

|  |           |               |
|  | Marcatori | 59’ Filippini |

| Arbitro: | Boggi (Salerno) |

|             |           |  |
| Bernardi 9’ | Marcatori |  |

| Arbitro: | Dagnello (Trieste) |

|                                 |           |                        |
| Agostini 67’ (rig.) Masitto 87’ | Marcatori | 81’ Pisano 89’ Allegri |

| Verona 23 agosto 1998, ore 20:30 CEST | Chievo           | 0 – 0 referto | Foggia | Stadio Marcantonio Bentegodi\| Arbitro: \| Branzoni (Pavia) \| |
| Arbitro:                              | Branzoni (Pavia) |               |        |                                                                |

| Arbitro: | Pirrone (Messina) |

|                    |           |                |
| Toscano 31’ (rig.) | Marcatori | 88’ Varricchio |

| Arbitro: | Farina (Novi Ligure) |

|  |           |                        |
|  | Marcatori | 13’ Banchelli 90’ Doni |

| Arbitro: | De Santis (Tivoli) |

|                       |           |             |
| Costantino 40’ (rig.) | Marcatori | 34’ Corradi |

| Arbitro: | Borriello (Mantova) |

|             |           |           |
| Fantini 29’ | Marcatori | 25’ Yaqué |

| Arbitro: | Pin (Conegliano Veneto) |

|                                 |           |           |
| Brevi 49’ Bonazzi 77’ Taldo 89’ | Marcatori | 21’ Mboma |

| Arbitro: | Serena (Bassano del Grappa) |

|  |           |                       |
|  | Marcatori | 1’ Sesa 51’ Margiotta |

| Arbitro: | Bolognino (Milano) |

|                          |           |                             |
| De Palma 34’, 55’ (rig.) | Marcatori | 12’ (aut.) Erra 24’ Amerini |

| Arbitro: | Bonfrisco (Monza) |

|                           |           |             |
| Serao 32’ Cornacchini 86’ | Marcatori | 19’ Guidoni |

| Arbitro: | Bettin (Padova) |

|                     |           |                  |
| Bettella 86’ (aut.) | Marcatori | 47’ (aut.) Brevi |

#### Ritorno
| Arbitro: | Paparesta (Bari) |

|  |           |                        |
|  | Marcatori | 6’ Giampà 59’ Colacone |

| Arbitro: | Pin (Conegliano) |

|                                 |           |           |
| Scienza 23’ Ferrante 45’ (rig.) | Marcatori | 14’ Asara |

| Arbitro: | Catellani (Verona) |

|                                                      |           |              |
| Dall'Igna 59’ Dell'Anno 71’ (rig.) Bizzarri 73’, 84’ | Marcatori | 32’ Balducci |

| Arbitro: | Preschern (Mestre) |

|                                                        |           |  |
| Biagioni 15’ Hübner 62’ (rig.) Bonazzoli 79’ Adani 83’ | Marcatori |  |

| Arbitro: | Trentalange (Torino) |

|                       |           |              |
| Bernardini 77’ (rig.) | Marcatori | 90’ Tresoldi |

| Arbitro: | Braschi (Prato) |

|  |           |                                     |
|  | Marcatori | 2’ Superbi 22’, 79’ (rig.) Agostini |

| Arbitro: | Sputore (Vasto) |

|             |           |               |
| Perrone 38’ | Marcatori | 70’ Zanchetta |

| Arbitro: | Bazzoli (Merano) |

|                                 |           |                       |
| Bonavina 6’ De Poli 100’ (rig.) | Marcatori | 33’ Apa 109’ Di Sauro |

| Arbitro: | Racalbuto (Gallarate) |

|                        |           |            |
| Doni 75’ Banchelli 87’ | Marcatori | 56’ Albino |

| Arbitro: | Cardella (Torre del Greco) |

|  |           |              |
|  | Marcatori | 71’ Micciola |

| Arbitro: | Strazzera (Trapani) |

|                                     |           |  |
| Pasino 1’ Briano 39’ Bombardini 70’ | Marcatori |  |

| Arbitro: | Rossi (Ciampino) |

|                       |           |  |
| Muzzi 42’, 89’ (rig.) | Marcatori |  |

| Lecce 30 agosto 1998, ore 20:30 CEST | Lecce              | 0 – 0 referto | Monza | Stadio Via del Mare (9.500 spett.)\| Arbitro: \| Tombolini (Ancona) \| |
| Arbitro:                             | Tombolini (Ancona) |               |       |                                                                        |

| Arbitro: | Nucini (Bergamo) |

|                          |           |              |
| De Vitis 38’, 69’ (rig.) | Marcatori | 25’ De Palma |

| Arbitro: | Fausti (Milano) |

|                                                                     |                      |                                                                    |
| Neri 32’ (rig.) Cimarelli 89’                                       | Marcatori            | 16’ Suppa                                                          |
| Sullo Cimarelli Ponzo Guidoni Cappellacci Lemme Pantanelli Scarponi | Tiri di rigore 5 – 6 | Cristante Margheriti Spagnolli Campana Pergolizzi Suppa Rosa Serao |

| Arbitro: | Rosetti (Torino) |

|                                        |           |                            |
| Francioso 2’, 49’ Giampaolo 14’ (rig.) | Marcatori | 18’ (rig.) Sesia 86’ Cento |

### Sedicesimi di finale
| Squadra 1        | Totale | Squadra 2   | Andata | Ritorno     |
| ---------------- | ------ | ----------- | ------ | ----------- |
| Torino           | 2 - 3  | Milan       | 2 - 0  | 0 - 3       |
| Atalanta         | 2 - 1  | Empoli      | 2 - 1  | 0 - 0       |
| Brescia          | 3 - 5  | Vicenza     | 3 - 2  | 0 - 3       |
| Cagliari         | 1 - 2  | Venezia     | 0 - 0  | 1 - 2       |
| Castel di Sangro | 2 - 0  | Salernitana | 0 - 0  | 2 - 0       |
| Chievo           | 3 - 4  | Roma        | 2 - 2  | 1 - 2       |
| Gualdo           | 2 - 6  | Udinese     | 2 - 2  | 0 - 4       |
| Inter            | 1 - 0  | Cesena      | 1 - 0  | 0 - 0       |
| Lazio            | 4 - 1  | Cosenza     | 2 - 1  | 2 - 0       |
| Lecce            | 4 - 4  | Piacenza    | 1 - 2  | 3 - 2 (dts) |
| Lucchese         | 1 - 2  | Bari        | 1 - 0  | 0 - 2       |
| Padova           | 0 - 3  | Fiorentina  | 0 - 1  | 0 - 2       |
| Parma            | 4 - 0  | Genoa       | 3 - 0  | 1 - 0       |
| Reggina          | 1 - 4  | Bologna     | 1 - 1  | 0 - 3       |
| Sampdoria        | 2 - 1  | Verona      | 2 - 0  | 0 - 1       |
| Ravenna          | 0 - 6  | Juventus    | 0 - 2  | 0 - 4       |

#### Andata
| Arbitro: | Collina (Viareggio) |

|                          |           |  |
| Ferrante 12’, 37’ (rig.) | Marcatori |  |

| Arbitro: | Cesari (Genova) |

|                      |           |                       |
| Doni 75’ Rossini 77’ | Marcatori | 26’ (rig.) Cappellini |

| Arbitro: | Treossi (Forlì) |

|                                   |           |                            |
| Marino 27’ Barollo 53’ Hübner 60’ | Marcatori | 57’ Luiso 90’ (rig.) Otero |

| Cagliari 9 settembre 1998, ore 20:30 CEST | Cagliari            | 0 – 0 referto | Venezia | Stadio Sant'Elia (12.000 spett.)\| Arbitro: \| Ceccarini (Livorno) \| |
| Arbitro:                                  | Ceccarini (Livorno) |               |         |                                                                       |

| Castel di Sangro 9 settembre 1998, ore 16:30 CEST | Castel di Sangro   | 0 – 0 referto | Salernitana | Stadio Teofilo Patini (4.000 spett.)\| Arbitro: \| Tombolini (Ancona) \| |
| Arbitro:                                          | Tombolini (Ancona) |               |             |                                                                          |

| Arbitro: | Farina (Novi Ligure) |

|                              |           |                          |
| Cerbone 15’ Franceschini 45’ | Marcatori | 54’ Bartelt 57’ Gautieri |

| Arbitro: | Paparesta (Bari) |

|                               |           |                          |
| Micciola 66’ (rig.) Bacci 70’ | Marcatori | 11’ Appiah 81’ Jørgensen |

| Arbitro: | Trentalange (Torino) |

|              |           |  |
| Zamorano 27’ | Marcatori |  |

| Arbitro: | Sirotti (Forlì) |

|                       |           |            |
| Salas 69’, 80’ (rig.) | Marcatori | 60’ Riccio |

| Arbitro: | De Santis (Tivoli) |

|               |           |                             |
| Margiotta 89’ | Marcatori | 50’ Rastelli 55’ Rizzitelli |

| Arbitro: | Branzoni (Pavia) |

|                  |           |  |
| Franceschini 86’ | Marcatori |  |

| Arbitro: | Bolognino (Milano) |

|  |           |              |
|  | Marcatori | 86’ Esposito |

| Arbitro: | Racalbuto (Gallarate) |

|                                     |           |  |
| Boghossian 15’ Balbo 35’ Crespo 59’ | Marcatori |  |

| Arbitro: | Boggi (Salerno) |

|                    |           |                |
| Boselli 46’ (aut.) | Marcatori | 38’ Simutenkov |

| Arbitro: | Rosetti (Torino) |

|                         |           |  |
| Ortega 14’ Montella 60’ | Marcatori |  |

| Arbitro: | Borriello (Mantova) |

|  |           |                          |
|  | Marcatori | 70’ Di Livio 84’ Fonseca |

#### Ritorno
| Arbitro: | Braschi (Prato) |

|                                  |           |  |
| Helveg 54’ Weah 57’ Bierhoff 87’ | Marcatori |  |

| Empoli 23 settembre 1998, ore 20:30 CEST | Empoli          | 0 – 0 referto | Atalanta | Stadio Carlo Castellani (800 spett.)\| Arbitro: \| Bettin (Padova) \| |
| Arbitro:                                 | Bettin (Padova) |               |          |                                                                       |

| Arbitro: | Pellegrino (Barcellona Pozzo di Gotto) |

|                                    |           |  |
| Luiso 38’ Diliso 50’ Schenardi 68’ | Marcatori |  |

| Arbitro: | Collina (Viareggio) |

|                                  |           |              |
| Carnasciali 38’ Luppi 72’ (rig.) | Marcatori | 35’ De Patre |

| Arbitro: | Dagnello (Trieste) |

|  |           |                           |
|  | Marcatori | 10’ Pagano 85’ Boccaccini |

| Arbitro: | Boggi (Salerno) |

|                            |           |              |
| Alenichev 63’ Gautieri 80’ | Marcatori | 20’ Veronese |

| Arbitro: | Castellani (Verona) |

|                                             |           |  |
| Appiah 19’ Marcio Amoroso 25’ Sosa 33’, 50’ | Marcatori |  |

| Cesena 24 settembre 1998, ore 20:45 CEST | Cesena             | 0 – 0 referto | Inter | Stadio Dino Manuzzi (21.369 spett.)\| Arbitro: \| Rodomonti (Teramo) \| |
| Arbitro:                                 | Rodomonti (Teramo) |               |       |                                                                         |

| Arbitro: | Treossi (Forlì) |

|  |           |                                 |
|  | Marcatori | 15’ (aut.) Parisi 85’ Stanković |

| Arbitro: | Guiducci (Arezzo) |

|                          |           |                                       |
| Dionigi 37’ Stroppa 111’ | Marcatori | 17’ Conticchio 76’ Greco 104’ Ferrari |

| Arbitro: | Serena (Bassano del Grappa) |

|                           |           |  |
| Neqrouz 72’ Innocenti 74’ | Marcatori |  |

| Arbitro: | Pirrone (Messina) |

|                             |           |  |
| Batistuta 69’ Rui Costa 82’ | Marcatori |  |

| Arbitro: | Fausti (Milano) |

|  |           |              |
|  | Marcatori | 77’ Asprilla |

| Arbitro: | Preschern (Mestre) |

|                                         |           |  |
| Binotto 24’ Fontolan 29’ Simutenkov 54’ | Marcatori |  |

| Arbitro: | Rossi (Ciampino) |

|           |           |  |
| Zilic 10’ | Marcatori |  |

| Arbitro: | Nucini (Bergamo) |

|                                    |           |  |
| Fonseca 35’, 59’ Zalayeta 73’, 78’ | Marcatori |  |

### Ottavi di finale
| Squadra 1  | Totale | Squadra 2        | Andata | Ritorno         |
| ---------- | ------ | ---------------- | ------ | --------------- |
| Juventus   | 3 - 3  | Venezia          | 1 - 1  | 2 - 2 (dts)     |
| Atalanta   | 2 - 2  | Roma             | 1 - 1  | 1 - 1 (5-4 dtr) |
| Bari       | 1 - 2  | Parma            | 1 - 2  | 0 - 0           |
| Fiorentina | 5 - 0  | Lecce            | 1 - 0  | 4 - 0           |
| Inter      | 2 - 1  | Castel di Sangro | 1 - 0  | 1 - 1           |
| Sampdoria  | 1 - 2  | Bologna          | 0 - 0  | 1 - 2           |
| Udinese    | 1 - 0  | Vicenza          | 0 - 0  | 1 - 0           |
| Lazio      | 4 - 2  | Milan            | 3 - 1  | 1 - 1           |

#### Andata
| Arbitro: | Cesari (Genova) |

|             |           |                  |
| Amoruso 12’ | Marcatori | 74’ (rig.) Luppi |

| Arbitro: | Borriello (Mantova) |

|           |           |                |
| Zanini 2’ | Marcatori | 30’ Delvecchio |

| Arbitro: | Farina (Novi Ligure) |

|               |           |                   |
| Marcolini 81’ | Marcatori | 74’, 89’ Asprilla |

| Arbitro: | Bazzoli (Merano) |

|               |           |  |
| Batistuta 82’ | Marcatori |  |

| Arbitro: | Tombolini (Ancona) |

|             |           |  |
| Ventola 26’ | Marcatori |  |

| Genova 28 ottobre 1998, ore 20:30 CET | Sampdoria         | 0 – 0 referto | Bologna | Stadio Luigi Ferraris (7.136 spett.)\| Arbitro: \| Messina (Bergamo) \| |
| Arbitro:                              | Messina (Bergamo) |               |         |                                                                         |

| Udine 28 ottobre 1998, ore 14:30 CET | Udinese               | 0 – 0 referto | Vicenza | Stadio Friuli (8.000 spett.)\| Arbitro: \| Racalbuto (Gallarate) \| |
| Arbitro:                             | Racalbuto (Gallarate) |               |         |                                                                     |

| Arbitro: | Trentalange (Torino) |

|                                 |           |             |
| Mihajlović 28’ Mancini 71’, 90’ | Marcatori | 6’ Bierhoff |

#### Ritorno
| Arbitro: | Rodomonti (Teramo) |

|                            |           |                                 |
| Tuta 87’ Luppi 107’ (rig.) | Marcatori | 89’ (rig.) Fonseca 109’ Ferrara |

| Arbitro: | Bazzoli (Merano) |

|                                              |                      |                                           |
| Totti 80’                                    | Marcatori            | 77’ Caccia                                |
| Di Biagio Di Francesco Delvecchio Totti Frau | Tiri di rigore 4 – 5 | Banchelli Bonacina Regonesi Caccia Zenoni |

| Parma 11 novembre 1998, ore 20:30 CET | Parma           | 0 – 0 referto | Bari | Stadio Ennio Tardini (6.200 spett.)\| Arbitro: \| Boggi (Salerno) \| |
| Arbitro:                              | Boggi (Salerno) |               |      |                                                                      |

| Arbitro: | Bolognino (Milano) |

|  |           |                                                               |
|  | Marcatori | 59’ (rig.) Rui Costa 60’ Torricelli 80’ Edmundo 88’ Batistuta |

| Arbitro: | Tombolini (Ancona) |

|              |           |                      |
| Bernardi 76’ | Marcatori | 79’ (rig.) Djorkaeff |

| Arbitro: | Trentalange (Torino) |

|                                  |           |             |
| Signori 65’ Kolyvanov 90’ (rig.) | Marcatori | 8’ Palmieri |

| Arbitro: | De Santis (Tivoli) |

|  |           |          |
|  | Marcatori | 67’ Sosa |

| Arbitro: | Braschi (Prato) |

|          |           |           |
| Ganz 55’ | Marcatori | 41’ Salas |

### Quarti di finale
| Squadra 1 | Totale | Squadra 2  | Andata | Ritorno |
| --------- | ------ | ---------- | ------ | ------- |
| Udinese   | 3 - 6  | Parma      | 3 - 2  | 0 - 4   |
| Atalanta  | 3 - 3  | Fiorentina | 3 - 2  | 0 - 1   |
| Lazio     | 4 - 6  | Inter      | 2 - 1  | 2 - 5   |
| Juventus  | 2 - 2  | Bologna    | 1 - 2  | 1 - 0   |

#### Andata
| Arbitro: | Cesari (Genova) |

|                                         |           |                      |
| Appiah 39’ Marcio Amoroso 47’ Navas 89’ | Marcatori | 41’ Balbo 76’ Crespo |

| Arbitro: | Trentalange (Torino) |

|                                   |           |                 |
| Gallo 28’ Rossini 63’ Carrera 82’ | Marcatori | 8’, 34’ Edmundo |

| Arbitro: | Ceccarini (Livorno) |

|                       |           |               |
| Salas 13’ (rig.), 47’ | Marcatori | 32’ Djorkaeff |

| Arbitro: | Messina (Bergamo) |

|              |           |                                 |
| Perrotta 12’ | Marcatori | 74’ Boselli 89’ (rig.) Ingesson |

#### Ritorno
| Arbitro: | Collina (Viareggio) |

|                                     |           |  |
| Verón 14’ Crespo 18’, 74’ Balbo 89’ | Marcatori |  |

| Arbitro: | Bettin (Padova) |

|             |           |  |
| Robbiati 9’ | Marcatori |  |

| Arbitro: | Ceccarini (Livorno) |

|                                                       |           |                        |
| Cauet 13’ Djorkaeff 25’, 69’ Zé Elias 84’ Moriero 90’ | Marcatori | 10’ Vieri 34’ Lombardo |

| Arbitro: | Racalbuto (Gallarate) |

|  |           |            |
|  | Marcatori | 78’ Davids |

### Semifinali
| Squadra 1 | Totale | Squadra 2  | Andata | Ritorno     |
| --------- | ------ | ---------- | ------ | ----------- |
| Inter     | 1 - 4  | Parma      | 0 - 2  | 1 - 2       |
| Bologna   | 2 - 4  | Fiorentina | 0 - 2  | 2 - 2 (dts) |

#### Andata
| Arbitro: | Braschi (Prato) |

|  |           |                     |
|  | Marcatori | 77’ Verón 86’ Balbo |

| Arbitro: | Pellegrino (Barcellona Pozzo di Gotto) |

|  |           |                            |
|  | Marcatori | 33’ Esposito 66’ Rui Costa |

#### Ritorno
| Arbitro: | De Santis (Tivoli) |

|                     |           |              |
| Chiesa 4’ Verón 36’ | Marcatori | 10’ Zamorano |

| Arbitro: | Borriello (Mantova) |

|                                |           |                  |
| Cois 98’ Rui Costa 118’ (rig.) | Marcatori | 18’, 64’ Binotto |

### Finale
| Squadra 1 | Totale | Squadra 2  | Andata | Ritorno |
| --------- | ------ | ---------- | ------ | ------- |
| Parma     | 3 - 3  | Fiorentina | 1 - 1  | 2 - 2   |

| Arbitro: | Messina (Bergamo) |

| |            | |
| Crespo 15’ | Marcatori  | 81’ Batistuta |
| Gianluigi Buffon Lilian Thuram Nestor Sensini Fabio Cannavaro Dino Baggio Diego Fuser Paolo Vanoli Mario Stanic Juan Sebastian Veron Hernan Crespo (80' Abel Balbo) Enrico Chiesa (69' Roberto Mussi) | Formazioni | Francesco Toldo Pasquale Padalino Giulio Falcone Tomas Repka Jorg Heinrich Moreno Torricelli Sandro Cois Christian Amoroso Manuel Rui Costa Gabriel Batistuta Edmundo |
| Alberto Malesani | Allenatori | Giovanni Trapattoni |

| Arbitro: | Braschi (Prato) |

| |            | |
| Řepka 48’ Cois 62’ | Marcatori  | 44’ Crespo 71’ Vanoli |
| Francesco Toldo Pasquale Padalino Giulio Falcone Tomas Repka Jorg Heinrich Moreno Torricelli Sandro Cois (79' Luis Oliveira) Christian Amoroso Manuel Rui Costa Gabriel Batistuta Edmundo | Formazioni | Gianluigi Buffon Lilian Thuram Nestor Sensini Fabio Cannavaro Mario Stanic (66' Stefano Fiore) Diego Fuser Alain Boghossian Paolo Vanoli Juan Sebastian Veron (79' Roberto Mussi) Hernan Crespo (85' Abel Balbo) Enrico Chiesa |
| Giovanni Trapattoni | Allenatori | Alberto Malesani |

### Spareggio per l'accesso in Coppa UEFA
| Squadra 1 | Totale | Squadra 2 | Andata | Ritorno |
| --------- | ------ | --------- | ------ | ------- |
| Inter     | 2 - 4  | Bologna   | 1 - 2  | 1 - 2   |

| Arbitro: | Boggi (Salerno) |

|            |           |                            |
| Baggio 59’ | Marcatori | 7’ Andersson 49’ Paramatti |

| Arbitro: | Cesari (Genova) |

|                          |           |             |
| Signori 3’ Bettarini 41’ | Marcatori | 90’ Ventola |